# Karl Friedrich Masch

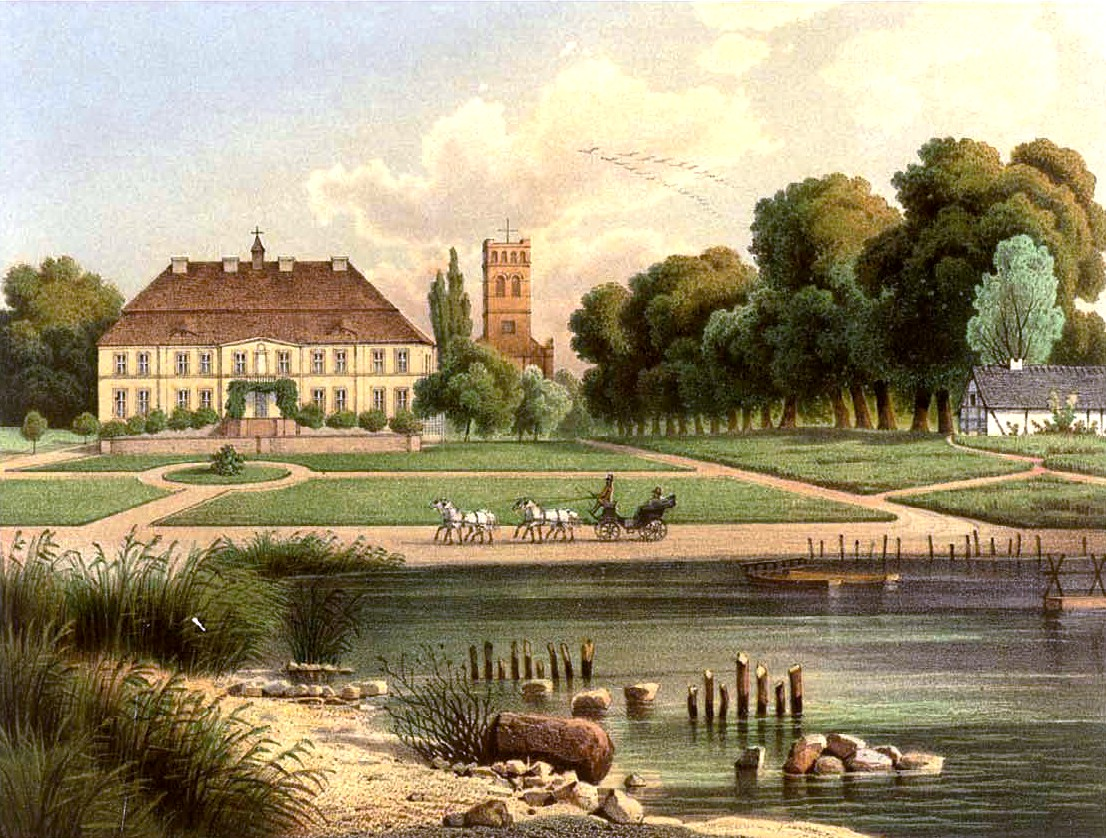
Rittergut Hohenziethen, Kreis Soldin, zwischen 1857 and 1883, H. Krämer, Sammlung Alexander Duncker.

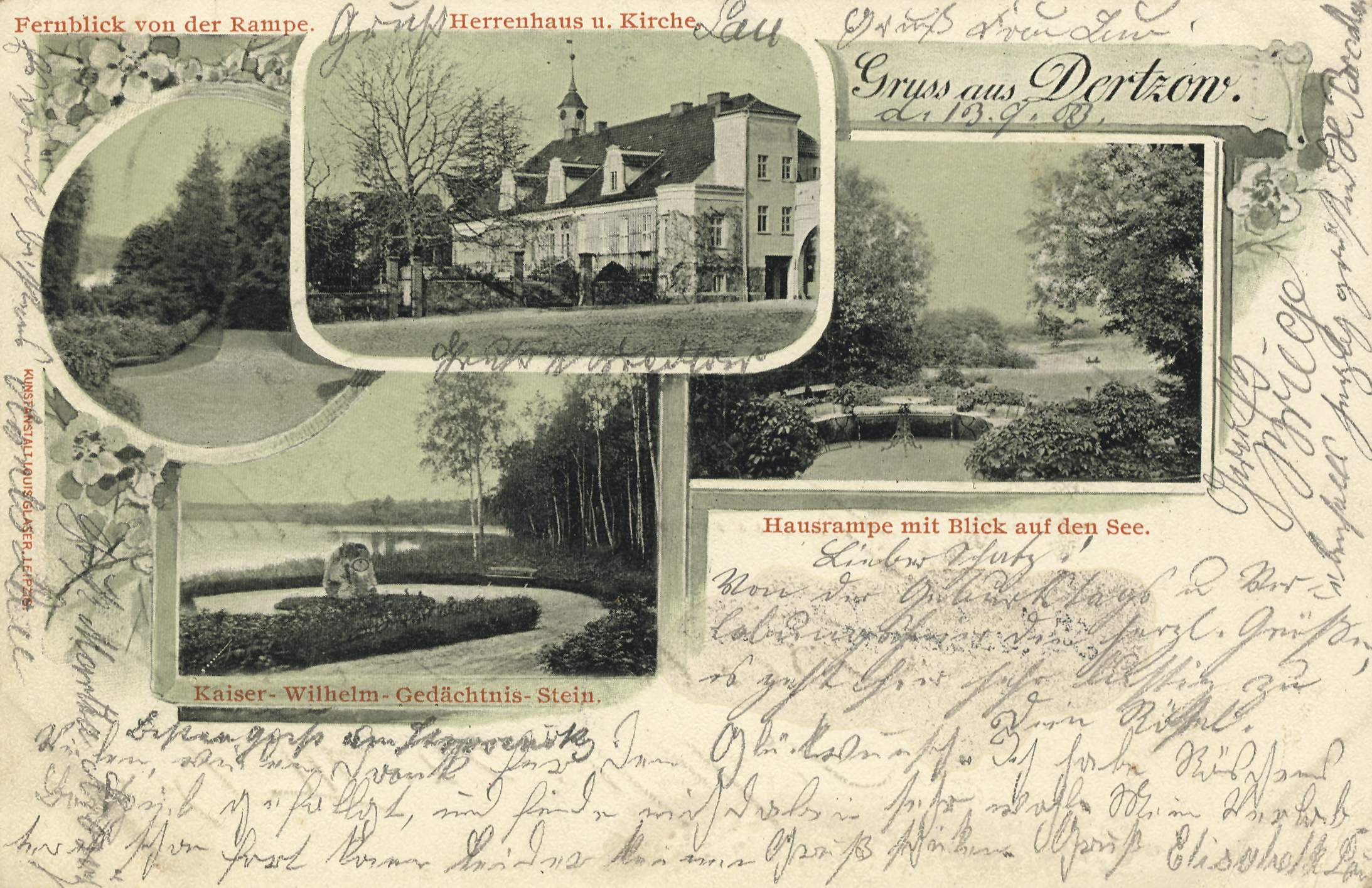
Dertzow, Kreis Soldin, Herrenhaus und Kirche; Kaiser-Wilhelm-Gedächtnis-Stein; Hausrampe mit Blick auf den See.

Karl Friedrich Masch (* 28. April 1824 in Brunki bei Barlinek (deutsch Forsthaus Brunken bei Berlinchen); † 18. Juli 1862 in Küstrin) war einer der schrecklichsten Serienmörder des Königreichs Preußen, der 300 Diebstähle, sechs Brandstiftungen, zwanzig Mordversuche und zwölf Morde verübte. Sein Wirkungsfeld befand sich im Osten von Brandenburg. Er verübte Straftaten zeitweise bis nach Berlin und im südlichen Pommern. Karl Friedrich wurde in Frankfurt a. d. O. am 23. August 1861 durch einen Zufall verhaftet. Er legte ein ausführliches Geständnis ab, ohne aber die nach Auffassung des Gerichts sicher vorhandenen Komplizen zu nennen. Hier gab er immer an:

„Ja ich will dieses Leben nicht länger ertragen, ich will jede Mordthat zugestehen, die man von mir wissen will, aber nur, wenn man mir glauben will, daß ich sie allein verübt habe.“

Hierbei ging es Karl Friedrich nach den Ermittlungsakten besonders um Zurückweisung der Mitbeteiligung seines Bruders Martin Masch an den Morden an der Müllerfamilie Baumgart in Chursdorf (polnisch Mostkowo (Barlinek)) bei Soldin (polnisch Myślibórz).

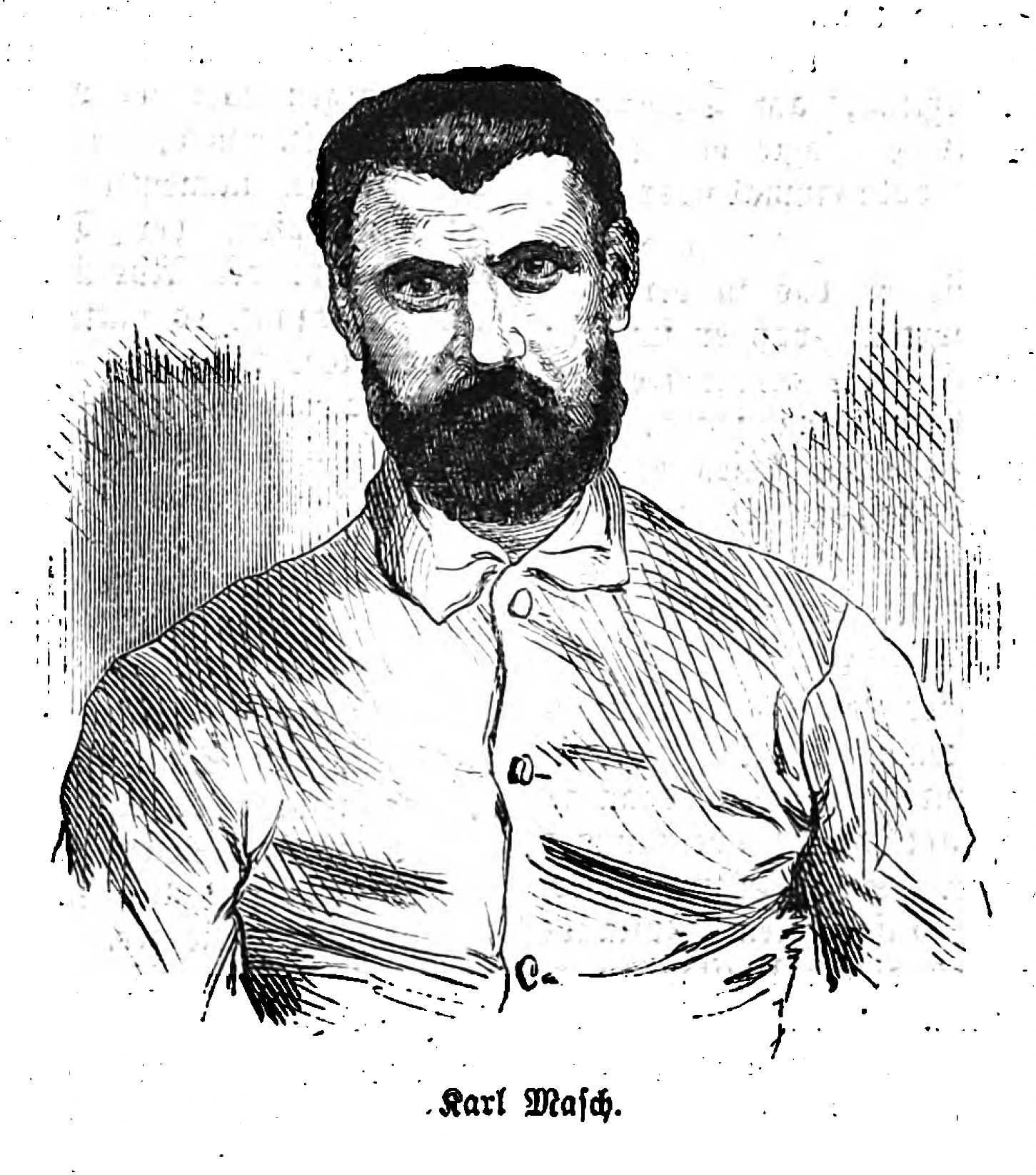
Karl Friedrich Masch, einer der schrecklichsten Serienmörder des Königreichs Preußen.

## Frühe Jahre
Karl Friedrich Masch wurde am 28. April 1824 im Forsthaus Brunken bei Berlinchen (polnisch Barlinek) im Landkreis Soldin (Powiat Myśliborski) in der preußischen Provinz Brandenburg als Sohn des Tagelöhners Martin Masch und Maria Elisebeth, geb. Otto geboren. Brunken (polnisch Brunki) liegt etwa 5 Kilometer südwestlich von Berlinchen. Das Forsthaus Bruken (Nadleśnictwo Barlinek) liegt etwa einen Kilometer südöstlich von Brunken. Karl Friedrich war das jüngste von vier Kindern. Die Eltern zogen bald nach der Geburt nach Hohenziethen (polnisch Sitno (Myślibórz)), einem Dorf im Nordwesten des Landkreises Soldin, wo Karl Friedrich in die Schule ging und konfirmiert wurde. Er fehlte häufig in der Schule und lernte nur mit Mühe das Lesen. Schreiben lernte er erst während seines Wehrdienstes. Der Vater trank, war aber fleißig und kam selten tagsüber nach Hause. Die Erziehung der Kinder überließ der Vater vollständig seiner Frau. Die Mutter wird als autoritär beschrieben, die die Kinder manchmal hart tadelte, aber auch Vieles gewähren ließ und sie vernachlässigte. Im Prozess zeigte Maria Elisebeth keinerlei Reue oder Mitgefühl. Der Vater kränkelte viel und starb 1838. Der Gefängnisseelsorger, der Karl Friedrich Masch nach der Verhaftung betreute, schrieb hierzu:

„Karl Masch war ein begabter, zum speculativen Denken angelegter Mensch, aus dem bei richtiger Erziehung und Unterweisung ein ordentlicher Mann hätte werden können. Er war aber in der Jugend sehr vernachlässigt und faul, in hohem Grade leidenschaftlich, jähzornig, rachsüchtig und den fleischlichen Lüsten ergeben, dabei innerlich verwildert und ohne Mitgefühl für andere, doch nicht ohne zeitweilige schwache Regungen des Gewissens.“

Der ältere Bruder, Dienstknecht Johann Gottlieb Masch, ermordete am 8. Dezember 1843 die Tochter seines Dienstherren, des Bauern Johann Daniel Zegelin aus Beyersdorf, Landkreis Pyritz (polnisch Tetyń (Kozielice)) durch einen Messerstich in die Brust, weil er „von heftiger Liebe zu ihr“ glaubte, dass sie einem anderen den Vorzug gebe. Am 23. März 1846 wurde Johann Gottlieb vom Oberlandesgericht Stettin wegen dieser Tat zum Tode auf dem Rad verurteilt und dann aber durch Kabinetts-Order am 24. November 1846 zu lebenslanger Zuchthausstrafe begnadigt. Johann Gottlieb starb 1849 in der Zuchtanstalt Moabit in Berlin. Der zweite Bruder Martin Masch wurde am 28. Mai 1821 geboren und die Schwester war mit dem Tagelöhner Harder in Hohenziethen verheiratet.

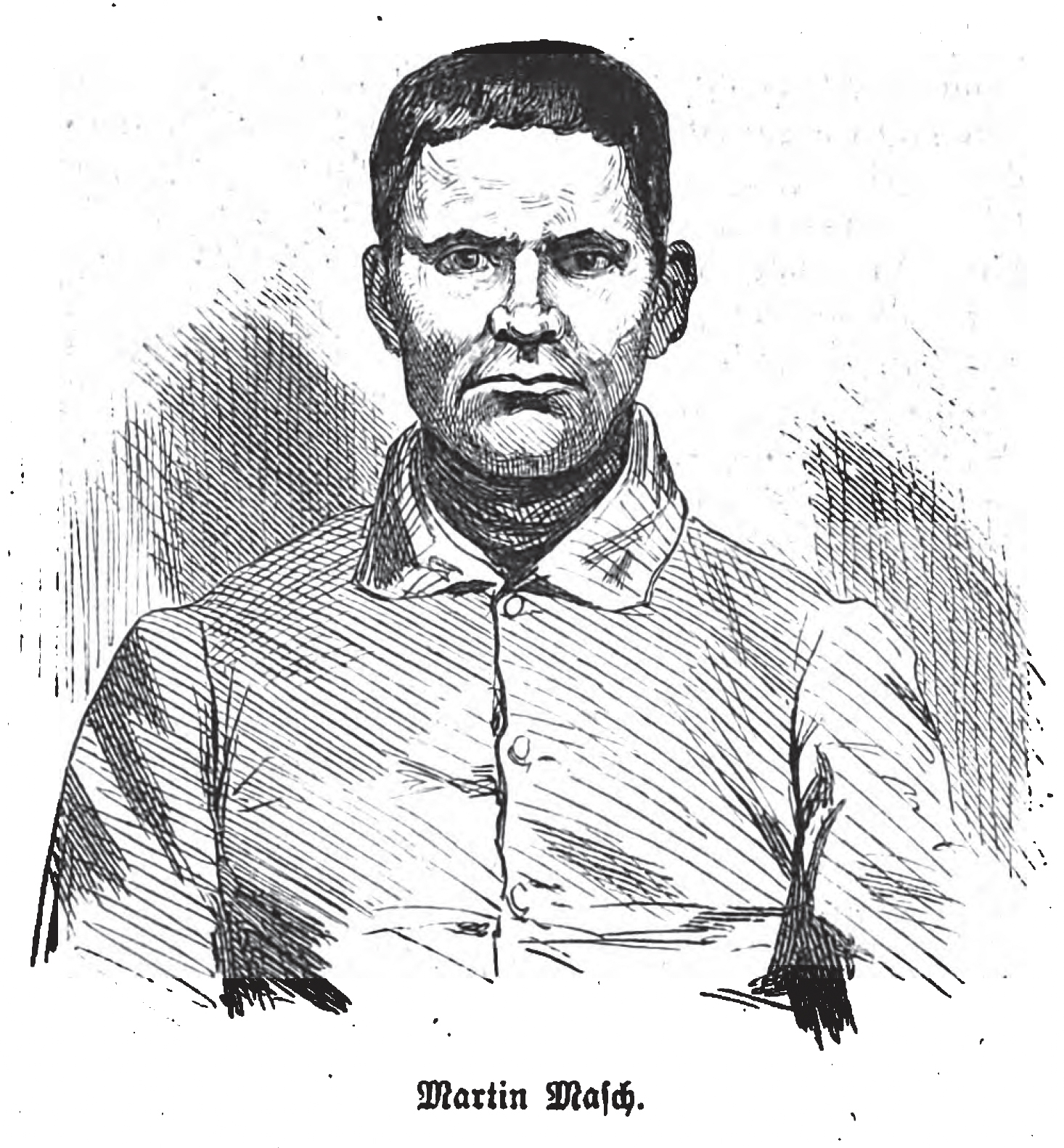
Martin Masch – Bruder und Mittäter des Serienmörders Karl Friedrich Masch.

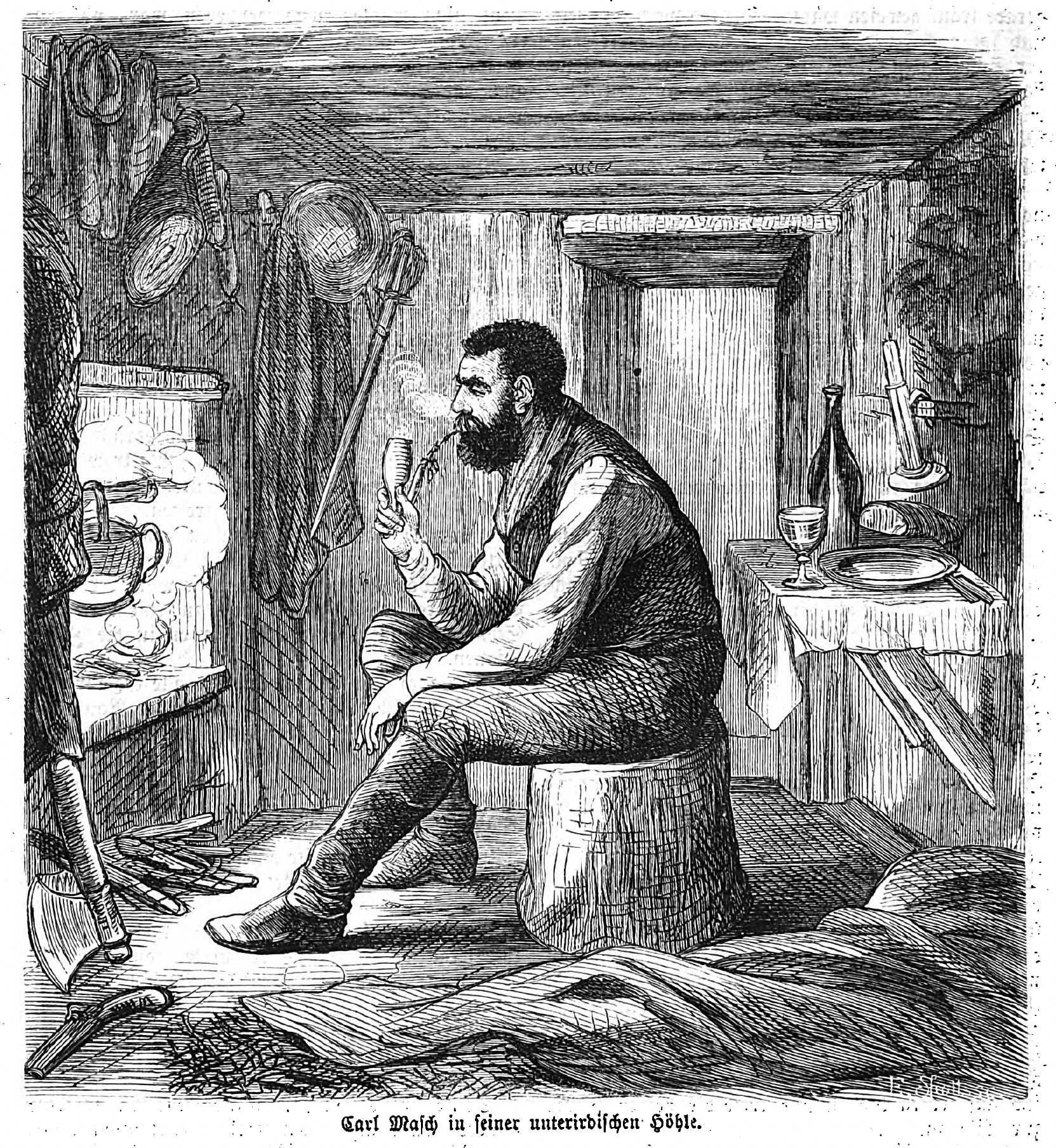
Karl Friedrich Masch in seiner Räuberhöhle.

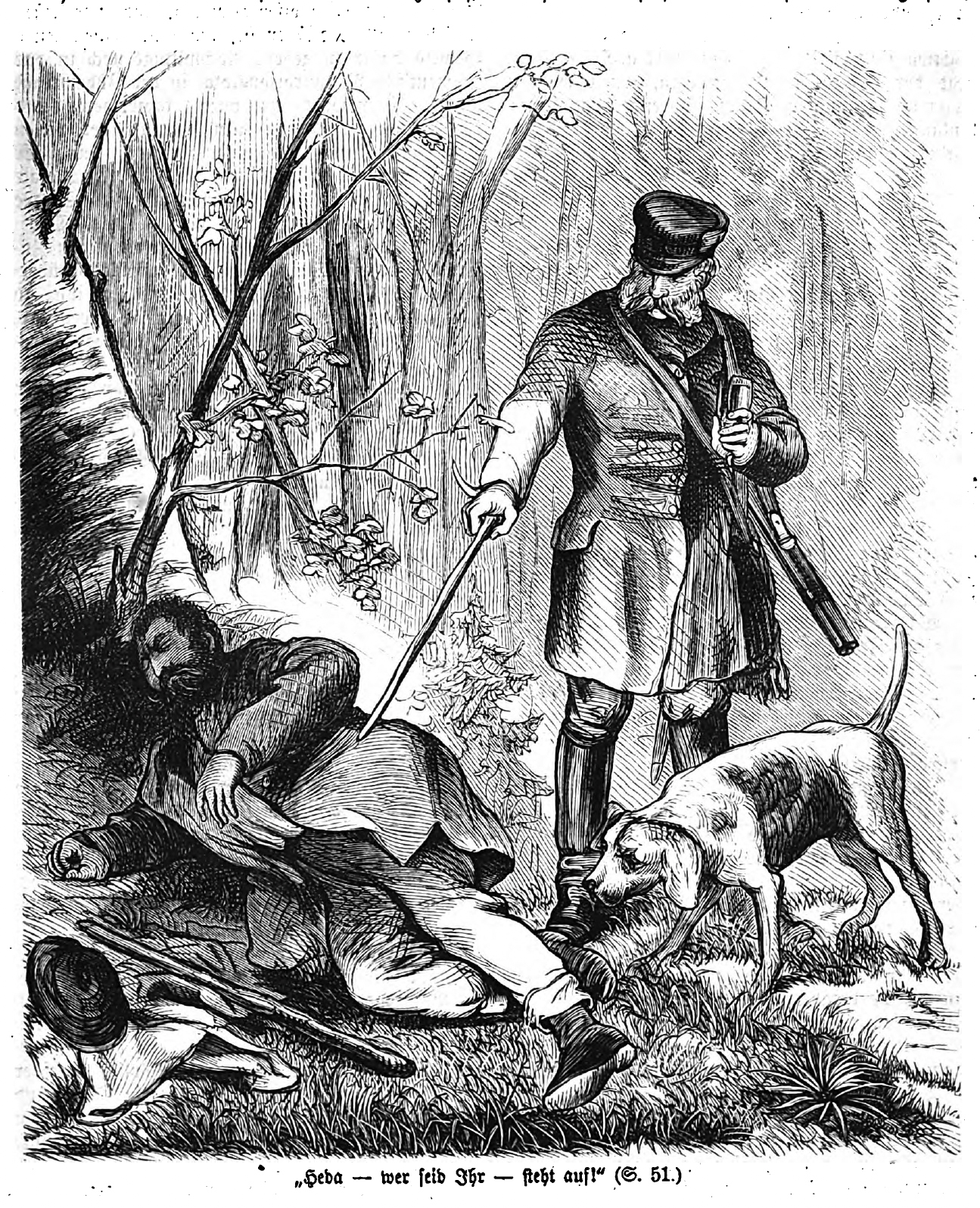
Der Königliche Förster Topp aus Marienbrück findet am 15. November 1858 im Wildenower Forst zufällig den schlafenden Karl Friedrich Masch.

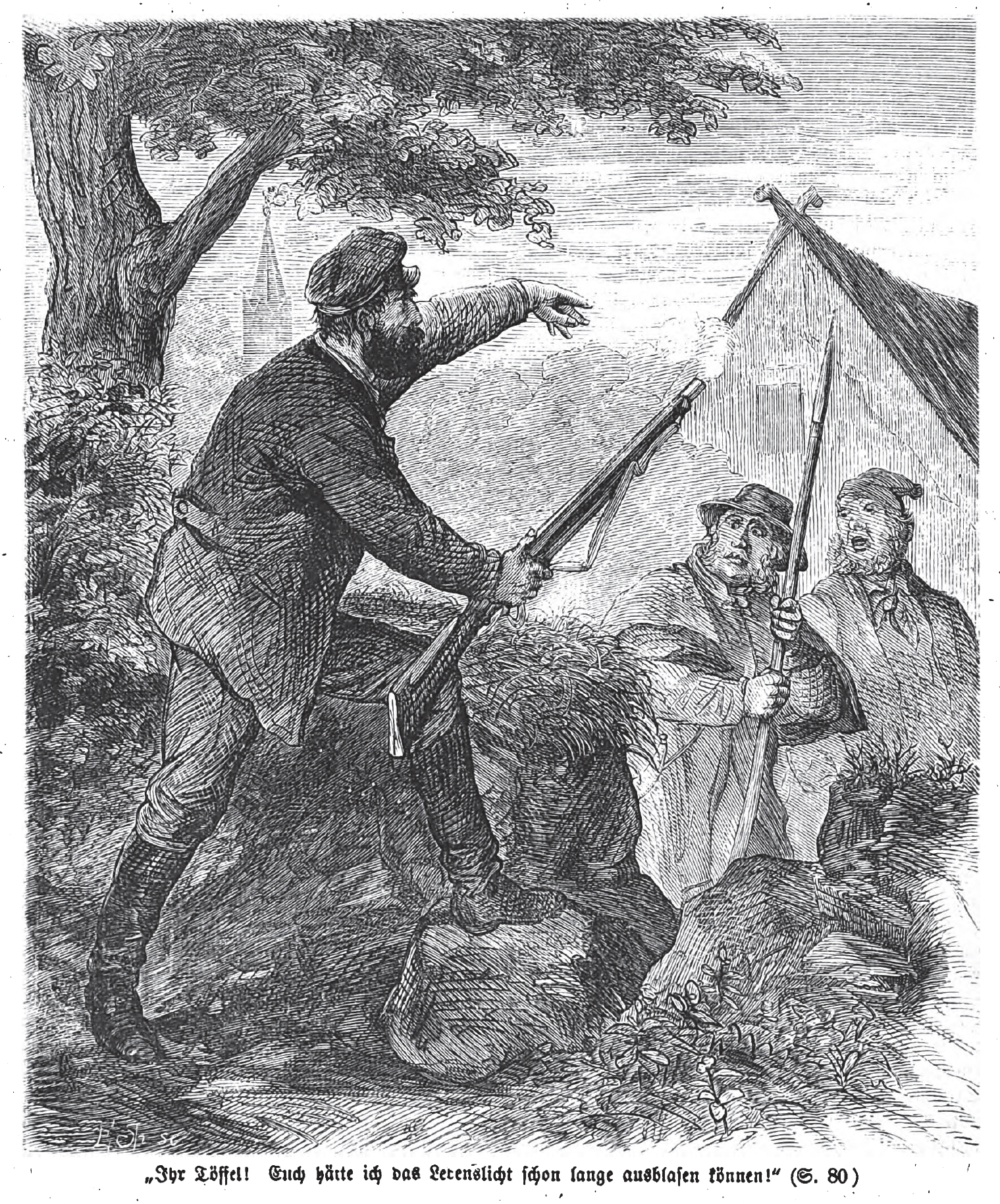
Ein Bauer und ein Wächter treffen zufällig im Dunklen auf Karl Friedrich Masch.

Nach dem Tod des Vaters arbeitete Karl Friedrich ab 1838 auf dem Rittergut Hohenziethen beim Herrn von Quillfeldt. Anfangs musste er Ochsen hüten, später arbeitete er als Knecht. Der Arbeitgeber war mit den Leistungen von Masch unzufrieden. Karl Friedrich Masch war nicht in der Lage, Tadel und Kritik durch den Arbeitgeber zu ertragen und Weihnachten 1842 wurde er wegen eines in Trunkenheit verübten Exzesses aus dem Dienst entlassen. Danach fand er eine Anstellung als Dienstknecht beim Bauern Johann Daniel Zegelin aus Beyersdorf, jenem Bauern, dessen Tochter 1843 vom Bruder Johann Gottlieb Masch ermordet wurde. Bei diesem Bauern beging Karl Friedrich Masch seinen ersten Diebstahl aus, indem er einem anderen Dienstknecht 20 Groschen stahl.

## Brandstiftung in Beyersdorf
Im Sommer 1843 kam es zu einem heftigen Streit zwischen dem Arbeitgeber Johann Daniel Zegelin aus Beyersdorf und seinem Dienstknecht Karl Friedrich Masch, da der Bauer die Arbeit des Knechts getadelt hatte. Masch konnte dies nicht hinnehmen und hatte einen Wutausbruch. Aus Rache zündete Masch schließlich ohne weiter Vorkommnisse die mit Korn gefüllte Scheune des Bauern Zegelin an.
Von 1843 bis 1844 arbeitete Masch bei einem Bauern in Neuendorf, wurde von diesem aber wegen Unzufriedenheit entlassen. Masch schlich sich danach in der Dunkelheit auf das Anwesen, schnitt den Pferden die Schwänze ab und warf Arbeitsgeräte ins Wasser. Im Anschluss trat er wieder in den Dienst des Gutsbesitzers von Quillfeldt auf dem Rittergut Hohenziethen, wurde aber im Spätsommer 1844 entlassen, nachdem er bei einem illegalen Kutschen-Wettrennen einen Wagen zertrümmert und einen Menschen verletzt hatte.

## Wehrdienst
Am 29. September 1844 wurde Masch zum Wehrdienst eingezogen und diente im preußischen Infanterie-Regiment „Graf Schwerin“ (3. Pommersches) Nr. 14 in Soldin bis zum Herbst 1846. Nach der Entlassung zog er zu seinem Bruder Martin Masch, der inzwischen geheiratet hatte, die verwitwete Mutter bei sich aufgenommen hatte und in Hohenziethen wohnte. Zu Beginn des Jahres 1847 trat er erneut in die Dienste des Gutsbesitzers von Quillfeldt in Hohenziethen und wurde nach vier Wochen heftiger Streitereien mit dem Aufseher und dem Gutsbesitzer entlassen. Im März 1848 während der Deutschen Revolution 1848/1849 wurde er als Reservist zum preußischen Colbergschen Grenadier-Regiment „Graf Gneisenau“ (2. Pommersches) Nr. 9 in Stettin eingezogen, ging mit dem Regiment nach Berlin und wurde im Herbst 1848 wieder entlassen. Nachdem er kurz als Brennerknecht (Brennereigehilfe) gearbeitet hatte, wurde er zum Landwehr-Infanterie-Regiment 1. Brandenburgisches Landwehr-Regiment Nr. 8 in Soldin einberufen. Mit diesem wurde er in Schlesien eingesetzt und im Frühjahr 1849 nach Dresden verlegt. Während seine Einheit weiter nach Baden marschierte, verbrachte Karl Friedrich mehrere Monate im Lazarett in Erfurt und wurde im Sommer 1849 aus dem Dienst entlassen.

## Berlin und Dertzow
Von Sommer 1849 bis 1854 arbeitete Karl Friedrich in verschiedenen Anstellungen in Berlin als Gärtner, Kellner, Diener, Zuckerarbeiter und Brennereigehilfe. In dieser Zeit hatte er eine gleichgeschlechtliche Beziehung mit dem Gastwirt Hanßen, mit dem er auch zeitweise zusammen lebte. Im Herbst begab er sich fieberkrank zu seinem Bruder Martin Martin Masch nach Dertzow. Im Hause des Bruders, in dem auch dessen Ehefrau Charlotte Kohlschmidt aus Wuthenow (polnisch Otanów), die gemeinsamen Kinder und die Mutter Maria Elisebeth wohnten, wurde er bis zum Frühjahr 1855 aufgenommen, verköstig und gepflegt. Als im Frühjahr die Ehefrau von Martin Karl Friedrich vorwarf, er würde ihren Kindern das Brot wegessen, nahm er ein Messer und versuchte die Frau zu erstechen. Als nun die Mutter Maria Elisebeth dazwischen trat, um Martins Frau zu schützen, schlitzte Karl Friedrich mit dem Messer die Hand seiner Mutter auf. Nach diesem Vorfall musste er das Haus verlassen und trat wieder eine Anzahl von verschiedenen Anstellungen an, die immer nach kurzer Zeit im Streit mit Kündigung endeten. Ende 1855 arbeitete er bei einem Bauern im Oderbruch nach Wriezen und tauchte dann wieder bei seinem Bruder in Dertzow auf, mit dem er sich versöhnte. Über Hamburg reiste er nach Helgoland, um sich bei der British-German Legion als Fremdenlegionär für den Krimkrieg zu verdingen, wurde aber abgewiesen. Zurück in Dertzow vertat er seinen erkrankten Bruder als Dienstknecht auf dem Gutshof Dertzow.

## Einbruch in Kornspeicher und Brandstiftung Gutshof
Anfang 1856 wurden im Nachbardorf Dertzow (polnisch Derczewo) mehrere Diebstähle verübt. In der Nacht vom 24. auf den 25. Februar 1856 wurde in den Getreidespeicher des Gutshofes Dertzow eingebrochen. Die Diebe hatten die Bodenluke herausgebrochen und eine bedeutende Menge Getreide entwendet. Karl Friedrich Masch, der zu dieser Zeit im Hause seines Bruders, des Tagelöhners Martin Masch, in Dertzow wohnte, geriet in den Verdacht, an dem Einbrüchen teilgenommen zu haben. Er wurde am 20. März 1856 verhaftet und in das Gefängnis der Kreisgerichtskommission Lippehne (polnisch Lipiany) eingeliefert. In der Nacht vom 26. zum 27. April 1856 gelang Karl Friedrich die Flucht, indem er die Gitterstäbe des Zellenfensters verbog, hindurchkletterte, in den Hof sprang und über die Umfassungsmauer kletterte. In den Nächten vom 26. zum 27. und 27. zum 28. April 1856 erfolgten dann mehrere Diebstähle in Dertzow und Hohenziethen und in der Nacht vom 28. zum 29. April 1856 brannte dann der Gutshof in Dertzow nach Brandstiftung ab. Karl Friedrich hatte sich vorgenommen, nach Amerika auszuwandern. Um sich Geld für die Reise zu beschaffen, wollte er die Geldkasse des Gutes Dertzow, die vom Inspector Mellenthin aufbewahrt wurde, stehlen. Hierzu zündete er um 23:00 Uhr das Strohdach des Ochsenstalls des Gutshof an, um in der entstehenden Verwirrung die Kasse zu stehlen. Allerdings breitete sich das Feuer rasend schnell aus und entzündete sieben Wirtschaftsgebäude. Der Brand erleuchtete den Gutshof taghell und der Diebstahl konnte nicht ausgeführt werden. Korn und Vieh verbrannten und der Schaden belief sich auf 20.000 Taler.
Am 30. April stellte sich Karl Friedrich freiwillig dem königlichen Kreisgericht Soldin und gab an, dass er nur ausgebrochen sei, weil ihm die Gefangenschaft in Lippehne nicht zugesagt hätte. Da man ihn der Brandstiftung beim Brand des Gutshofs in Dertzow verdächtigte, wurde er in das Gefängnis von Lippehne zurückgebracht. Wegen der Brandstiftung drohte Karl Friedrich nun eine längere Gefängnisstrafe. Deshalb brach er in der Nacht vom 20. zum 21. Mai 1856 erneut aus dem Gefängnis aus, indem er mit einem aus der Wand gerissenen Eisen den Fensterladen und ein Gitter zerstört und zwischen dem Fenster und der Wand eine Öffnung geschaffen hatte, durch die er fliehen konnte. Durch das königliche Kreisgericht Soldin wurde er in Abwesenheit zu drei Jahren Zuchthaus und fünf Jahren Polizeiaufsicht verurteilt. Bis zum Frühjahr 1858 blieb er verschwunden. Durch das Geständnis 1861 stellte sich heraus, dass neben Karl Friedrich Masch auch Martin Masch an den Diebstählen beteiligt war.

## Brandstiftung in Hohenziethen
Beim Getreidediebstahl 1856 in Dertzow hatte die Tagelöhnerin Frau Becker bei der Vernehmung einen Hinweis gegeben, der auf Karl Friedrich Masch als Täter hinwies und schließlich zu dessen erster Verhaftung im März 1856 führte. Die Eheleute Beck waren deshalb aus Angst vor Masch als Tagelöhner zum Bauern Dittmer nach Hohenziethen gezogen. Im März 1857 versuchte Karl Friedrich Masch durch ein eingeschlagenes Fenster in das Haus einzudringen, um sich an Frau Becker zu rächen. Durch aufgeschreckte Hausbewohner wurde er aber vertrieben. In der Nacht vom 24. zum 25. Juli 1857 zündete er den mit dem Wohnhaus verbundenen, strohgedeckten Stall an. Das Feuer griff auf Wohnhaus und Scheune über und das Vieh verbrannte. Die Bewohner des Hauses konnten sich retten.

## Sexualdelikt im königlichen Wildenbrucher Forst
Im Sommer 1857 kam es zu einer weiteren Zäsur im Leben des Karl Friedrich Masch. Bisher war niemand durch seine kriminellen Taten körperlich zu Schaden gekommen. Karl Friedrich Masch hielt sich am 30. August 1857 im Wildenbrucher Forst östlich von Gornow (polnisch Górnowo (Banie)) auf. Als die 17-jährige Emilie Frank, Tochter des Försters Frank zu Schöneberg (polnisch Krąpiel) bei Stargard in Pommern (polnisch Stargard), die als Magd in Neuendorf arbeitete, auf dem Weg nach Schönow, um ihre Eltern zu besuchen, an Masch vorüber ging, forderte er sie zum Geschlechtsverkehr auf. Als er zurückgewiesen wurde, ergriff er Emilie Frank, warf sie zu Boden und würgte sie bis zur Bewusstlosigkeit. Er hatte die Absicht, die Bewusstlose zu missbrauchen, wurde dann aber durch einen herannahenden Wagen gestört und ergriff die Flucht. Obwohl die junge Frau mit dem Leben davonkam, sollte sie sich nie mehr von diesem schrecklichen Vorfall erholen.

## Mord in Wormsfelde 1858
Im März 1858 hielt sich Karl Friedrich Masch in den großen Waldgebieten zwischen Tankow (polnisch Danków (Strzelce Krajeńskie)) und Wildenow (polnisch Wielisławice) im Kreis Friedeberg Nm. auf. Hier baute er sich eine Räuberhöhle im Wald. Am 13. April 1858 begab sich die arme alleinstehende Witwe Wall aus Altenfließ (polnisch Przyłęg (Strzelce Krajeńskie)) nach Wormsfelde (polnisch Wojcieszyce (Kłodawa)), um zu betteln. In der Gastwirtschaft in Wormsfelde kaufte sie Branntwein und fragte nach einer Übernachtungsmöglichkeit. Da der Wirt sie abwies, übernachtete sie außerhalb in einem leerstehenden Gebäude. In der Nacht erschien Karl Friedrich Masch, der ebenfalls in dem leerstehenden Gebäude schlafen wollte, und bedrängte die Witwe Wall zu Geschlechtsverkehr mit ihm. Da sie dies verweigerte, erwürgte er die Witwe und missbrauchte die Leiche. Im Anschluss warf Masch die Leiche in den See von Wormsfelde. Hier wurde die Leiche am nächsten Tag von der Ehefrau des Tagelöhners Buchholz beim Wäschewaschen gefunden.

## Räuberhöhle im Pyritzer Stadtforst
Am 3. März 1858 fand der Mühlenbesitzer Ebel aus Beyersdorf Landkreis Pyritz (polnisch Tetyń (Kozielice)), der gekauftes Holz abholen wollte, im Pyritzer Stadtforst unmittelbar an der neumärkischen Grenze die „Pyritzer Höhle“. Er fand unter Eichen und Buchen auf einer freien Stelle zwei Gänge, die in einen unterirdischen Raum führten. Ein Mann tauchte aus dem Gebüsch auf, bedrohte Herrn Ebel mit einem Stock und flüchtete. Einmal aus der „Pyritzer Höhle“ vertrieben, kam Masch nie mehr an diesen Ort zurück. Die Einrichtungsgegenstände in der Räuberhöhle stammten aus Einbrüchen zwischen 1856 und 1861, die in den Ortschaften Hohenziethen, Dertzow, Marienwerder (polnisch Załęże (Kozielice)), Cremlin (Krzemlin (Pyrzyce)), Kerkow (polnisch Kierzków (Myślibórz)) und Eichwerder (polnisch Dąbrowa (Myślibórz)) verübt worden waren. Durch das Geständnis 1861 wurde dann bestätigt, dass Karl Friedrich Masch die Räuberhöhle im Herbst 1856 erbaut und bis März 1858 genutzt hatte.

## Mord in Albertinenburg und Raubüberfall bei Leuenberg
Im Sommer 1858 unternahm Karl Friedrich Masch einen Diebeszug in die Gegend um Wriezen. Auf dem Rückweg kam er durch das Gut Albertinenburg (polnisch Lutówko) bei Berlinchen, das dem Gutsbesitzer Neumann gehörte. Am 5. August 1858 waren Neumann und seine Frau verreist. Bei den Neumanns diente die 22-jährige Tochter des Stellmachers Fehlhaber zu Blankensee, Henriette Fehlhaber, als Stubenmädchen. Henriette und ein zweites Stubenmädchen, Sophie Schimmel, hatten eine gemeinsame Stube im Erdgeschoss des Gutshauses. Da die Neumanns verreist waren, sollte Sophie Schimmel auf Wunsch ihrer Herrschaft in den Räumen der Herrschaft im oberen Stockwerk schlafen, damit diese Räume nicht unbewacht blieben. In der Nacht vom 6. zum 7. August stieg Karl Friedrich Masch durch ein Fenster in das Gutshaus ein, ging zu der Stube, in der Henriette Fehlhaber alleine schlief, erwürgte die Schlafende mit den Händen und hatte Geschlechtsverkehr mit der Leiche. Im Anschluss mit Diebstählen beschäftigt, wanderte er über Dölzig (polnisch Dolsk (Dębno)) und Stölpchen (polnisch Stołpek) bei Bellin (polnisch Bielin (Moryń)), über Wriezen und Werneuchen nach Berlin.
Der Rückweg führte über Prözel, Seelow und Küstrin (polnisch Kostrzyn nad Odrą). Unterwegs hielt er sich in dem zwischen Straßburg und Heckelberg gelegenen Heidekrug „Leuenberger Forst“ auf. Hier fasste er den Entschluss, auf der Chaussee einen Raubmord zu begehen. Nachdem er mehrere Nächte vergeblich gewartet hatte, fuhr in der Nacht vom 10. zum 11. September 1858 auf der Chaussee zwischen Tiefensee und Leuenberg (B 158) ein Wagen langsam an ihm vorbei. Der Fuhrmann Wilhelm Wattrow aus Neutornow bei Freienwalde a. d. O. hatte eine Fuhre Heu nach Berlin gebracht und war mit dem Verkaufserlös auf dem Rückweg. In Werneuchen hatte er Rast gemacht. Im Werneuchener Krug hatte er gegessen und die Reise erst nach 22 Uhr im Dunkeln fortgesetzt. Nach Tiefensee schlief er schließlich auf dem Kutschbock ein und die Pferde gingen langsam weiter. Karl Friedrich Masch trat an den langsam fahrenden Wagen heran und schoss aus seinem Gewehr eine Schrotladung, auf den Kopf des Fuhrmanns zielend, ab. Durch den Schuss scheuten die Pferde und die Kutsche raste im Galopp davon. Der Kaufmann trug 18 Einschüsse in Rücken und Nacken davon und überlebte.

## Versuchter Raubmord in Bernstein
In der Nähe des Städtchens Bernstein (polnisch Pełczyce) im Landkreises Soldin befand sich ein Chausseehaus an der Landstraße, das vom Chausseewärter und Kriegsinvaliden Schmidt mit seiner Frau und seinem kleinen Kind bewohnt wurde. Schmidt hatte hier einen Ruheposten gefunden, da er im dänischen Krieg von 1848 (Schleswig-Holsteinische Erhebung) ein Bein verloren hatte. In der Nacht vom 7. Oktober 1858 schlief Schmidt mit seiner Ehefrau und dem vierjährigen Kind in einem erleuchteten Erdgeschosszimmer des Chausseehauses. Der vorbeikommende Karl Friedrich Masch entschloss sich beim Blick durch das Fenster zu einem Raubmord und schoss durch das geschlossene Fenster mit einem Schrotgewehr auf den Chausseewärter Schmidt. Der zufällig vorbeikommende Briefträger aus Bernstein verschreckte Masch, der den Raubüberfall abbrach und flüchtete. Schmidt musste operiert werden und überlebte.

## Raubmord in Stölpchen
Zwischen Güstebiese (polnisch Gozdowice) und Bellin (polnisch Bielin (Moryń)) in der Belliner Heide lag das Erbpachtsgut Stölpchen (polnisch Stołpek). Am Eingang des Dorfes befand sich die verpachtete Gastwirtschaft „Stölpchen’scher Krug“. Im Jahre 1860 hatte der 27-jährige Martin Brandt aus Bärwalde in der Neumark (polnisch Mieszkowice) den Krug gepachtet und die 18-jährige Emilie Liebig geheiratet. In der Nacht vom 8. zum 9. September 1860 schlief das Ehepaar Brandt im Schlafzimmer hinter dem Schankraum. Karl Friedrich Masch drang nachts über ein Fenster in das Gebäude ein, nahm ein Beil aus der Küche und begab sich in das Schlafzimmer der Eheleute Brandt. Hier zertrümmerte er die Schädel der Eheleute. Da dies noch nicht zum Tod geführt hatte, schlitzte er ihnen mit einem Küchenmesser die Kehlen auf. Im Anschluss durchsuchte Masch das Haus und stahl Geld. Martin Brandt wurde in einer Blutlache hinter der Schlafzimmertür gefunden, Emilie Brandt halbsitzend auf dem Bett und die Füße auf dem Fußboden, als hätte sie versucht aufzustehen. Masch hatte sich an der toten Frau vergangen. Im Schlafzimmer wurde ein Beil gefunden, an dem neben Blut auch Haare von Frau Brandt klebten. Der erste Verdacht viel auf den Schmiedegesellen Karl Liebig aus Alt Blessin (polnisch Stary Błeszyn), den Bruder der ermordeten Frau Brandt. Mit diesem hatte es im Vorfeld erheblichen Streit und Zerwürfnisse gegeben. Liebig hatte versucht, mit der Schwester des Ermordeten eine Liebesbeziehung anzuknüpfen. Allerdings wurden diese Versuche von der Familie Brandt unterbunden, da Liebig als fauler Herumtreiber galt. Als sich auch noch seine eigene Familie mit den Brandts anfreundete und seine Schwester einen der Söhne heiratete, sah Liebig rot. Bei einer Hausdurchsuchung bei ihm konnte ein Stemmeisen sichergestellt werden, das genau in die Eindrücke passte, die an dem Fenster, über das die Mörder eingedrungen waren, gefundenen worden waren. Liebig hatte wenige Tage vor dem Mord eine Stearinkerze gekauft und am Tatort fanden sich verspritzte Stearintropfen, die bewiesen, dass die Mörder eine Stearinkerze benutzt hatten. Weiterhin war Liebig im Vorfeld mehrfach mit einer Person gesehen worden, auf die die Beschreibung von Karl Friedrich Masch zutraf und er hatte auch kein Alibi. Seine Ehefrau sagte beim Verhör: „Er möge daher wohl bei der That zugegen gewesen sein, ausgeführt aber habe er sie keinenfalls.“ 1863 wurde die Gastwirtschaft in Stölpchen abgerissen.

## Mord und Sexualdelikt zwischen Soldin und Lippehne
Karoline Zipperling, die Tochter des Tagelöhners Zipperling aus Adamsdorf (polnisch Sulimierz (Myślibórz)), hatte ein Liebesverhältnis mit dem Dienstknecht Karl Friedrich Behling aus Augusthof (Soldin) (polnisch Jedlice). Beide wollten heiraten, aber Karl Friedrich war zum 19. Oktober 1860 in Soldin zum Wehrdienst einberufen worden. Am Sonntag, den 18. Oktober 1860 hatten Karolines Eltern erlaubt, dass sie zum Abschied Karl Friedrich nach Soldin begleiten durfte. Für den Rückweg vereinbarten die beiden, dass Karl Friedrich seine Braut die halbe Strecke auf der Chaussee zwischen Soldin und Lippehne begleiten sollte. Auf der halben Strecke zurück nach Adamsdorf umarmten und küssten sich beide. Nach diesem Abschied ging Karl Friedrich auf der Chaussee zurück zur Kaserne in Soldin. Karoline wurde nach nur wenigen hundert Schritt von Karl Friedrich Masch überfallen und, weil sie den Geschlechtsverkehr mit ihm verweigerte, zu Boden geworfen und mit einem Strick erwürgt. Im Anschluss verging sich Masch an der Leiche. Karoline Zipperlings Leiche wurde am nächsten Tag im Straßengraben neben der Chaussee gefunden. In seinem Geständnis sagte Masch zu diesem Mord: „Die Todte mußte mir gestatten, was mir von der Lebenden verweigert worden war.“ Danach verzehrte Masch die Pflaumen, die die junge Frau in ihrem Korb mitgeführt hatte und machte sich reuelos auf den Weg.

## Raubmorde in Chursdorf
Das Dorf Chursdorf (Soldin), polnisch Mostkowo (Barlinek), lag an der Chaussee Lippehne–Berlinchen. Der dortige Mühlenbesitzer Baumgardt war als ein reicher Mann bekannt, dem es in jeder Beziehung gut ging. Seine Mühle und die daneben liegende Bäckerei waren einträglich. Er erzählte häufig, dass er über die Bäckerei erhebliche Geldmittel erwirtschafte und plante am 15. Mai 1861 zwei zum Verkauf stehende Kossäthenhöfe mit Bargeld zu kaufen. Den Ratschlag, solche Dinge nicht in großer Runde öffentlich zu machen, tat er mit der Bemerkung ab, dass er Ulan gewesen sei und jedem Räuber das Handwerk mit Säbel und Gewehr gründlich legen würde. Der Mühlen- und Bäckereibetrieb lag außerhalb von Chursdorf (Soldin) an der Landstraße nach Karzig, das Wohnhaus und das Wirtschaftsgebäude lagen direkt an der Landstraße, die Windmühle stand an der anderen Seite etwa 120 Schritte entfernt auf einer Anhöhe.
In der Nacht vom 10. zum 11. Mai 1861 schliefen der Mühlenbesitzer Baumgardt und seine Frau im zum Hof gelegenen Schlafzimmer neben der Küche. Das 16 Jahre alte Dienstmädchen Karoline Hartmann und der zwölf Jahre alte Sohn Emil Baumgardt schliefen in der Kammer daneben. Die zehn Jahre alte Tochter Ottilie Baumgardt und der fünf Jahre alte Rudolph Baumgardt schliefen in der anschließenden Stube. Die drei Räume waren durch Türen miteinander verbunden. Der Bäckergeselle Großmann, der die Baumgardt’sche Bäckerei führte, schlief in einer Kammer auf dem Dachboden. Großmanns 15 Jahre alter Sohn Berthold Großmanns schlief als Müllerbursche allein in der jenseits der Landstraße liegenden Mühle. Auf dem Hofe befanden sich drei Hunde, die nachts von der Leine genommen wurden, um das Gehöft zu bewachen.
Der Bäckergeselle Großmann, der immer um 4 Uhr morgens aufstehen musste, schlief in der Nacht sehr fest. Er hatte in der Nacht die Hunde bellen gehört, sich aber dabei nichts gedacht. Nach 4 Uhr stand er auf, zog sich an und begann seine Arbeit. Da auf dem Gehöft außer ihm niemand zu sehen war, ging er über die Küche in die Schlafstube der Eheleute Baumgardt, um diese zu wecken. Auf dem Dielenboden lag die kleine Ottilie Baumgardt mit zerschmettertem Kopf in einer Blutlache. In den Betten lagen die zwei entstellten Leichname des Müllers und seiner Ehefrau mit zerschmetterten Schädeln. In der daneben liegenden Kammer lag die entkleidete Leiche des Dienstmädchen Karoline Hartmann mit entstelltem Kopf in ihrem Bett. Der fünfjährige Rudolf Baumgardt lag in der Stube, sein Kopf hatte eine Reihe von Schlagverletzungen. Er war noch am Leben, war aber bewusstlos und röchelte. Trotz der Versorgung durch einen Arzt verstarb der Junge noch vor Ort. Am 12. Mai 1861 wurde das 2. Bataillon des Infanterie-Regiment von Stülpnagel (5. Brandenburgisches) Nr. 48 aus Soldin alarmiert und erhielt den Auftrag, den Dertzower Forst zu durchkämmen, die Räuberbande konnte aber nicht aufgespürt werden. Im Rahmen der Ermittlungen konnte anhand der Fußspuren festgestellt werden, dass drei Personen nachts in das Wohnhaus der Familie Baumgardt eingedrungen waren. Zwei trugen Stiefel und eine Person war barfuß.
Alle Fundstücke aus der Räuberhöhle im Warsiner Forst wurden dem königlichen Kreisgericht Soldin übergeben. Der dortige Staatsanwalt hatte den aus Berlin gesandten Criminal-Kommissarius Rockenstein mit der Untersuchung beauftragt. Die in der Räuberhöhle im Warsiner Forst gefundenen drei Beile brachte Rockenstein dem Gericht zur Untersuchung. Die Beile wurden mit den Kopfwunden der Ermordeten aus Chursdorf verglichen. Die Wunden der Opfer passten zu den Schnitt- und Schlagkanten der aufgefundenen Beile, allerdings schien noch ein viertes, größeres Beil zu fehlen. An den Beilen fanden sich zahlreiche Flecke, bei denen es sich um Blut handelte. Bei einem Beil fanden sich zwischen Axtauge und Stilkamm verklemmte menschliche Haare.
Am 30. Mai 1861 wurden Dr. med. Lender und Apotheker Mylius aus Soldin als Sachverständige beauftragt die Beile rechtsmedizinisch zu untersuchen. Sie fanden heraus, dass an allen drei Beilen Blutflecken hafteten, die nicht sehr alt, aber auch nicht ganz frisch waren. Ein hierzu von Friedrich Theodor von Frerichs von der Charité Berlin empfohlenes Mikroskop vom Friedrich Wilhelm Schiek wurde eingesetzt, mit dem es gelang, Erythrozyten in den Flecken auf den Beilen nachzuweisen. Bei der chemischen Untersuchung wurde eine neue 1859 in Caspars Vierteljahrsschrift für Gerichtliche Medizin von Heinrich Rose publizierte Analysemethode zum Nachweis von Blut über das Eisen im Haemoglobin verwendet. Die an den Beilen gefundenen Haare wurden mikroskopisch mit den Haaren der Leichen von den Morden in Chursdorf verglichen. Drei schwarze Haare von den Beilen waren mit den Haaren des Müllers Baumgardt, zwei dunkelblonde mit den Haaren des einen Kindes und drei hellblonde mit den Haupthaaren der Karoline Hartmann identisch. Keine Haare wurden von Frau Baumgardt gefunden, die allerdings bei ihrer Ermordung eine Wollmütze trug. Allerdings fanden sich auch keine Fasern des Kopfkissens oder von der violetten, wollenen Nachtmütze mit grünem Rand von Frau Brandt. Hieraus wurde geschlossen, dass Frau Brandt nicht von Masch, sondern von einem zweiten Täter mit einer nicht aufgefunden größeren Axt ermordet worden war.
Die Leichen der Ermordeten wurden am 16. Oktober 1861 exhumiert, untersucht und dem Verdächtigen Martin Masch gezeigt. Hierauf legte der bereits verhaftete Karl Friedrich Masch ein vollumfängliches Geständnis ab und behauptete aber seine Alleintäterschaft. Im Geständnis gab er zu Protokoll: „Ergänzend muss ich noch bemerken, daß ich auch in Chursdorf an den Leichen der Müllerin und der Dienstmagd gefrevelt habe. Ich ließ mir den Lohn niemals entgehen, wenn ich ein Weib ermordet hatte“.

## Räuberhöhle im Warsiner Forst
Jeder Anhalt zur Ermittlung der Mörder fehlte. Am 17. Mai 1861 wurde dann durch die Bauern Pötter und Rühl in einer Schonung im Landkreis Pyritz zufällig eine künstlich angelegte Räuberhöhle entdeckten. In der Höhle fand man drei blutige Beile, die, wie es sich später herausstellte, die Tatwerkzeuge beim Chursdorfer Mord darstellten. Es konnte ermittelt werden, dass der Tagelöhner Karl Friedrich Masch diese Höhle bewohnt hatte. Diese zweite Räuberhöhle ist unter dem Namen „Warsiner Höhle“ bekannt geworden. Sie lag in der Nähe der Soldiner Kreisgrenze im Landkreis Pyritz, zwischen dem Rittergut Warsin (polnisch Warszyn (Dolice)) und den Orten Jagow und Klein-Latzkow in einem dem Besitzer von Warsin gehörenden Forst. In diesem Forst hatte sich Masch seine zweite Räuberhöhle gebaut und von hier über fünf Jahre Streifzüge in alle Richtungen unternommen. Der flüchtige Karl Friedrich konnte dann erst im August 1861 zufällig in Frankfurt a. d. O. verhaftet werden.

## Mordversuch auf Gut Neuendorf
In der Nacht vom 23. zum 24. Juli 1861 wurde die unverehelichte Therese Dräger, Wirtschaftlerin auf dem Gut Neuendorf (Piaskowo (Banie)) bei Bahn (Banie), von Karl Friedrich Masch überfallen. Sie saß in ihrem ebenerdigen Zimmer schlafend am Fenster und wurde plötzlich mit einem Hammerschlag gegen den Kopf zu Boden gestreckt. Der Räuber kniete anschließend auf ihr und versuchte, sie mit den Händen zu erwürgen. Als sie aber laut und anhaltend um Hilfe rief, ergriff der Räuber die Flucht.

## Räuberhütte im Mühlenbecker Forst
Am 1. Juni 1861 traf der Freimann Hempel aus Dobberphul (polnisch Dobropole Gryfińskie) im königlichen Mühlenbecker Forst bei Collbatz (ab 1910 Kolbatz) (polnisch Kołbacz) im Landkreis Greifenhagen (polnisch Powiat Gryfiński) in einer versteckten aus Buchenzweigen und Laub gebauten Hütte einen fremden Mann, der ihn sofort bedrohte. Hempel ergriff die Flucht und alarmierte die Polizei. Karl Friedrich Masch war inzwischen geflüchtet, aber man fand in der Hütte Gegenstände aus Diebstählen aus Sinzlow (polnisch Żelisławiec), Hoffdamm (polnisch Dębina (Stare Czarnowo)) und Neumark (polnisch Stare Czarnowo).

## Hausdurchsuchung bei Bruder Martin Masch
Am 23. Juli 1861 fand der Polizeibeamte von Stutterheim in der Wohnung des Tagelöhners Martin Masch in Schönow Wäschestücke, die im Sommer 1860 dem Bauer Rühe in Klein-Latzkow gestohlen wurden. Andere Wäschestücke aus diesem Diebstahl waren in der „Warsiner Höhle“ gefunden worden. Aus diesem Grund wurden Martin Masch, seine Ehefrau Charlotte geb. Kohlschmidt und die in der Wohnung lebende verwitwete Mutter Maria Elisebeth geb. Otto verhaftet. Im Verhör gaben die Verhafteten zu, dass Karl Friedrich Masch beide Räuberhöhlen, die Warsiner und die Pyritzer, gebaut und benutzt und die Familie mit ihm in Kontakt gestanden hatte. Im Wohnhaus von Martin Masch wurde ein Beil gefunden, dessen Schlagseite zu den Kopfwunden von Frau Baumgart aus den Chursdorfer Morden passte. Die Sachverständigen untersuchten auch dieses Beil chemisch und mikroskopisch und fanden auch auf diesem Beil Blut. Es handelte sich demnach wahrscheinlich um das fehlende vierte Beil des zweiten Churstorfer Mörders. Weiterhin fanden sich an dem Beil Baumwollfasern, die mit denen von Frau Baumgarts Kopfkissen übereinstimmten. Zusätzlich fanden sich violette und grüne Wollfasern von der Schlafmütze von Frau Baumgart.

## Raubmord zwischen Tiefensee und Heckelberg
In der Nacht vom 21. auf den 22. August 1861 überfiel Karl Friedrich Masch den Handelsmann Pieper aus Alt-Gersdorf (heute Kruge/Gersdorf) auf der von Berlin nach Eberswalde führenden Chaussee (B 168) zwischen Tiefensee und Heckelberg. Er erschoss den Händler hinterrücks und heimtückisch und beraubte ihn.

## Verhaftung
Karl Friedrich Masch wurde durch einen Zufall in Frankfurt a. d. O. am 23. August 1861 verhaftet. Am 22. August 1861 nachmittags trank Karl Friedrich Masch in Begleitung von Wandergesellen in einer Herberge in Müncheberg Bier und Branntwein. Von hier ging er in Begleitung von Wandergesellen nach Frankfurt a. d. O. und erreichte die Stadt am 23. August um sieben Uhr morgens. Hier kehrte er in einem Schanklokal ein, in dem er aß und trank. Nachdem noch mehrere Schenken aufgesucht worden waren, erreichte Karl Friedrich am 23. August nachmittags um ein Uhr angetrunken das Clementische Restaurant an der Ecke der Richt- und Jüdenstraße. Nachdem er hier mehrere Stunden gezecht hatte, ging er nach draußen und urinierte auf die Straße. Der zufällig vorbeigehende Polizei-Assistent Räck fragte Karl Friedrich Masch nach seinem Namen und dieser verweigerte die Namensnennung. Räck beschloss, Karl Friedrich Masch zur Identitätsfeststellung zum Polizeirevier zu bringen. Masch versuchte zu fliehen und es kam zu einer Verfolgungsjagd. Nachdem der Polizei-Assistent den Räuber eingeholt und in den Griff genommen hatte, zog Masch eine Doppelpistole aus der Brusttasche und versuchte auf Räck zu schießen. Der Beamte konnte mit einem Schlag auf den Arm des Räubers den Schuss abwenden und es kam zu einem Ringen der beiden auf der Straße. Der Gepäckträger Gericke kam nun dem Polizeibeamten zu Hilfe und beide zusammen konnten Karl Friedrich Masch festnehmen und abführen. Er führte bei seiner Verhaftung eine geladene doppelläufige Perkussionswaffe mit, die aus einem Doppelgewehr durch Absägen der Läufe und des Kolbens in einen sogenannten doppelläufigen „Stuz“ umgearbeitet worden war. Des Weiteren führte er ein angeschliffenes, zugespitztes großes Schlachtermesser und eine Ausrüstung aus Dietrichen, Zangen, Bohrern, Feilen, Stemmeisen und Brechstangen in einem Korb mit sich. Nach Durchsicht der Steckbriefe sagte Polizei-Assistent Räck: „Sie sind ja aus der Räuberhöhle bei Soldin. Sie sind Masch!“ und der Räuber antwortete: „Meinen Kopf muß ich doch verlieren! Ich heiße M – a – s – ch!“.
Von Frankfurt a. d. O. wurde Masch in das Gefängnis des Kreisgerichts Soldin in Soldin überführt.

## Prozess und Urteile
Die Hauptverhandlung fand vor dem Schwurgericht in Küstrin vom 2. bis 14. Oktober 1862 statt. Es wurden 115 Zeugen und Sachverständige vernommen. Im Prozess ist Karl Friedrich bei seinen Geständnissen geblieben, aber auch bei der Leugnung von Mittätern.
- Karl Friedrich Masch wurde auf Grund der Indizienbeweise, der Zeugenaussagen und des Geständnisses zum Tode verurteilt. Am 17. Juli 1862 erhielt Karl Friedrich Masch die Bestätigung des Todesurteils durch König Friedrich Wilhelm IV. Karl Friedrich Masch blieb ruhig und gefasst und sagte: „Ich bin schuldig, ich habe den Tod verdient und will die verdiente Strafe hinnehmen“.[4] Am Morgen des 18. Juli 1862 wurde Karl Friedrich Masch durch Enthauptung in Küstrin hingerichtet.

- Martin Masch wurde durch die Geschworenen die Mittäterschaft beim Mord in Chursdorf zur Last gelegt. Deshalb wurden Martin Masch ebenfalls zum Tode durch Enthauptung verurteilt. Martin legte eine Richtigkeitsbeschwerde beim preußischen Obertribunal in Berlin ein. Das Oberste Gericht bestätigte das Todesurteil. Am 16. Juli 1862 wurde Martin ein Treffen mit seinen Kindern zum Abschied gestattet und am 17. Juli 1862 erhielt er die Bestätigung des Todesurteils durch den König. Martin Masch war erschüttert und sagte: „Das es soweit gekommen ist, daran ist mein Bruder Schuld“.[4] Bei einer letzten Gegenüberstellung der beiden Brüder sagte Martin zu Karl Friedrich: „Ich habe es dir ja Immer gesagt, daß du durch dein Morden uns alle noch ins Unglück bringen wirst.“[4] Ein durchreisender Kaufmann aus Bremen, der sich in Küstrin aufhielt, schrieb ein Telegramm an den König Friedrich Wilhelm IV. und bat um Aufschiebung der Hinrichtung und Neubewertung des Urteils. Der König veranlasste eine Neuuntersuchung und wandelte am 9. September 1864 das Todesurteil in eine lebenslängliche Haftstrafe im Zuchthaus um.[4]

- Der Schmiedegeselle Liebig wurde durch die Geschworenen die Mittäterschaft am Mord in Stölpchen zur Last gelegt. Deshalb wurde Liebig ebenfalls zum Tode durch Enthauptung verurteilt. Er legte eine Richtigkeitsbeschwerde beim preußischen Obertribunal in Berlin ein. Das Oberste Gericht bestätigte das Todesurteil. König Friedrich Wilhelm IV. wandelte die Todesstrafe in eine lebenslängliche Haftstrafe im Zuchthaus um.[4]

- Die Mutter Maria Elisebeth Masch, geb. Otto wurde wegen gewohnheitsmäßiger Hehlerei und Mitwisserschaft zu fünf Jahren Haftstrafe im Zuchthaus verurteilt. Zur Urteilsverkündung sagte sie: „Ich werde mein Leben nicht so lange hinschleppen.“ Sie starb nach kurzer Zeit im Zuchthause Sonnenburg (polnisch Słońsk), in das man sie verlegt hatte.[4]

- Die Ehefrau von Martin Masch, Charlotte Masch, geb. Kohlschmidt, hatte in der Zelle im Gefängnis in Soldin von einer wollen Decke mit den Händen einen Streifen losgetrennt, sich hieraus eine Schlinge hergestellt und sich am Fensterkreuz erhängt, indem sie sich auf den Zehen ein wenig erhob und dann sinken ließ. Man hatte ihr zuvor das Beil gezeigt, mit dem ihr Ehemann Frau Brandt erschlagen hatte.[4] Sie hinterließ sechs Kinder, fünf Jungen und ein Mädchen.

| Deutscher Name                   | Art        | Beschreibung   | Polnischer Name       | Koordinaten          |
| -------------------------------- | ---------- | -------------- | --------------------- | -------------------- |
| Forsthaus Brunken bei Berlinchen | Forsthaus  | Geburtsort     | Brunki bei Barlinek   | 52° 57′ N, 15° 11′ O |
| Hohenziethen                     | Dorf       | Wohnort Eltern | Sitno (Myślibórz)     | 53° 2′ N, 14° 51′ O  |
| Dertzow                          | Dorf       | Wohnort Bruder | Derczewo              | 53° 2′ N, 14° 53′ O  |
| Lippehne                         | Kleinstadt | Gefängnis      | Lipiany               | 53° 0′ N, 14° 58′ O  |
| Wildenbrucher Forst              | Wald       | Sexualdelikt   |                       | 53° 3′ N, 14° 43′ O  |
| Wormsfelde                       | Dorf       | Mord           | Wojcieszyce (Kłodawa) | 52° 48′ N, 15° 16′ O |
| Albertinenburg                   | Gutshof    | Mord           | Lutówko               | 53° 2′ N, 15° 10′ O  |
| Leuenberg                        | Dorf       | Raubüberfall   |                       | 52° 42′ N, 13° 53′ O |
| Stölpchen                        | Wohnplatz  | Mord           | Stołpek               | 52° 48′ N, 14° 25′ O |
| Chursdorf                        | Dorf       | Mord           | Mostkowo (Barlinek)   | 52° 59′ N, 15° 4′ O  |
| Tiefensee                        | Dorf       | Mord           |                       | 52° 41′ N, 13° 50′ O |
| Cüstrin                          | Stadt      | Hinrichtung    |                       | 52° 35′ N, 14° 38′ O |